# Miguel Ángel Herrera
Miguel Ángel Herrera Equihua (Uruapan, 3 aprile 1989) è un ex calciatore messicano, di ruolo difensore.

## Palmarès

### Nazionale
- Gold Cup: 1

2015